# Þorsteins þáttr Austfirðings
Þorsteins þáttr Austfirðings es una historia corta islandesa (þáttr) que recuerda en cierta manera a Hreiðars þáttr y cuentos similares: un tímido islandés de los fiordos orientales islandeses en la corte noble de Noruega protagonista de una valiente hazaña que le proporciona respeto en la corte real y notoriedad a su regreso a Islandia.
Al ser un relato tardío, hacia el siglo XIV, nunca formó parte de ningún compendio o saga real.